# Privilège avocat-client
Dans les États de common law, le privilège avocat-client est la protection juridique des communications privilégiées entre un avocat et son client.
La common law reconnaît un privilège générique aux rapports confidentiels entre l'avocat et son client, ce qui signifie qu'ils dérogent nécessairement à la recherche judiciaire et qu'ils n'ont pas besoin d'une loi pour être protégés. Les seuls autres véritables privilèges génériques reconnus par la common law sont le privilège de l'indicateur de police, et le privilège relatif au litige.
Bien qu'il existe des similitudes, le privilège avocat-client est distinct de la notion de secret professionnel qu'on retrouve dans les droits de tradition civiliste, qui nécessite en principe une disposition législative pour trouver application.

## Présentation générale

### Devoir de confidentialité
Les avocats sont souvent obligés par la loi de garder confidentielles toutes les informations relatives à la représentation de leur client. Le devoir de confidentialité va au-delà de la relation privilégiée entre client et avocat, qui ne protège que les communications entre l'avocat et son client.

### Exception pour les affaires de meurtre
Toutefois, une majorité de législations comportent des exceptions pour les cas où l'avocat sait que le client va tuer ou blesser sérieusement quelqu'un, ou qui utilise les services de l'avocat pour perpétrer un crime ou une infraction. Dans de telles situations, l'avocat doit pouvoir en avertir la police, bien qu'ils doivent habituellement se confronter à leurs clients et essayer de les convaincre de se conformer à la loi.

## Droit américain
Ces exceptions ne s'appliquent généralement pas aux crimes qui sont déjà survenus, même dans les cas extrêmes où les meurtriers confessent la position de corps manquants à leurs avocats alors que la police est à leur recherche. La Cour suprême des États-Unis et plusieurs cours suprêmes d'État ont réaffirmé le droit d'un avocat à se taire dans de telles situations. Dans le cas contraire, il serait impossible pour n'importe quel criminel d'obtenir une défense zélée.
La Californie est connue pour avoir l'un des devoirs de confidentialité parmi les plus forts du monde. Ses avocats doivent protéger les confidences de leurs clients à n'importe quel péril les concernant. Avant un amendement en 2004, les avocats californiens ne pouvaient pas renoncer à leur devoir même s'ils avaient la connaissance que leur client allait commettre un meurtre.

## Droit britannique
La législation récente au Royaume-Uni réduit la confidentialité que les avocats et les comptables peuvent revendiquer aux dépens de l'État. Les comptables par exemple, sont obligés de communiquer à l'État n'importe quelle suspicion de fraude comptable, et même l'usage légitime des niches fiscales si ces niches ne sont pas déjà connues des autorités fiscales.

## Droit canadien
En droit canadien, le privilège avocat-client sert à encourager les clients à parler franchement de leurs cas. Ainsi, les avocats seront capables d'assurer leur devoir en représentant leurs clients avec zèle. Dans le cas contraire, l'accusation serait en mesure de surprendre l'avocat lors d'un procès avec quelque chose à propos de son client qui n'aurait pas été porté à sa connaissance, ce qui risquerait de compromettre sérieusement leur stratégie de défense. De la même manière, un client qui n'aurait pas confiance pourrait cacher un fait intéressant, en pensant que cela l'incriminerait (par exemple, un mobile), alors qu'un avocat talentueux serait en mesure de le tourner à l'avantage de son client,.
Au Québec, il existe à la fois le privilège avocat-client de common law et le secret professionnel de l'avocat de droit civil. Cela est dû au partage des compétences constitutionnelles entre l'ordre fédéral et l'ordre provincial, car le législateur fédéral a compétence en matière criminelle et pénale et légifère selon la common law, tandis que le législateur provincial a compétence en matière de propriété et droits civils et légifère selon le droit civil. Un professeur de droit devenu juge de Cour d'appel a d'ailleurs qualifié ce régime hybride de « hydre à trente-neuf têtes ».
Le privilège avocat-client est un aspect fondamental du système juridique canadien, d'après la juge Beverley McLaughlin dans l'arrêt R. c. McClure. Cet élément a aussi été soulevé dans l'arrêt R. c. Gruenke où le juge Lamer a souligné que : « La protection à première vue des communications entre l'avocat et son client est fondée sur le fait que les rapports et les communications entre l'avocat et son client sont essentiels au bon fonctionnement du système juridique ».
Le privilège avocat-client n’est pas absolu et il existe plusieurs exceptions à ce cette notion, prévues pour la plupart dans les règles déontologiques des Barreaux provinciaux.

## Droit français
La question a été mise sur le devant de la scène dans l’affaire Bismuth ou 
dans l’affaire Warning Trading, qui ont toutes les deux été largement médiatisées fin 2024.